# یواس‌اس دیوی (دی‌دی‌جی-۴۵)
یواس‌اس دیوی (دی‌دی‌جی-۴۵) (به انگلیسی: USS Dewey (DDG-45)) یک کشتی بود که طول آن ۵۱۲٫۵ فوت (۱۵۶٫۲ متر) بود. این کشتی  در سال ۱۹۵۸ ساخته شد.